# Elaine Fantham
Rosamund Elaine Fantham (geborene Crosthwaite; * 25. Mai 1933 in Liverpool; † 11. Juli 2016 in Toronto) war eine britische Klassische Philologin.
Elaine Fantham studierte an der University of Oxford sowie an der University of Liverpool. In Liverpool wurde sie 1962 mit einer Dissertation A Commentary on the Curculio of Plautus bei Roland Gregory Austin und Otto Skutsch promoviert. Anschließend lehrte sie mehrere Jahre Klassische Philologie an der Indiana University, bevor sie 1968 Professorin an der University of Toronto war. 1986 wurde sie auf die Giger-Stiftungsprofessur nach Princeton berufen. Dort lehrte sie bis zu ihrer Emeritierung 2000. Von 1989 bis 1992 stand sie dem Department of Classics von Princeton vor. Nach ihrer Emeritierung setzte sie ihre Lehr- und Vortragstätigkeit in vielfältiger Form fort, bis sie sich 2009 aus gesundheitlichen Gründen aus dem Lehrbetrieb zurückzog.
Fantham war eine international anerkannte Fachfrau für lateinische Literatur. Sie beschäftigte sich mit der römischen Komödie, der lateinischen Epik und Rhetorik sowie der römischen Religion und der Sozialgeschichte der römischen Frauen. 2008 wurde sie mit dem Distinguished Service Award der American Philological Association (Society for Classical Studies) ausgezeichnet. 2004 stand sie der Organisation als Präsidentin vor. Sie übersetzte Teile des Werkes von Erasmus von Rotterdam ins Englische und kommentierte Werke von Ovid, Lukan und Seneca.

## Schriften (Auswahl)
- Herausgeber mit Anthony A. Barrett und John C. Yardley: The Emperor Nero. A Guide to the Ancient Sources, Princeton University Press, Princeton/New Jersey 2016, ISBN 9780691156514.
- Latin Poets and Italian Gods, University of Toronto Press, 2009, ISBN 1442640596.
- Julia Augusti. The Emperor’s Daughter, London 2006, ISBN 0-415-33146-3.
- Ovid’s Metamorphoses, Oxford 2004, ISBN 0195154096.
- The Roman World of Cicero’s De Oratore, Oxford 2004, ISBN 0-19-926315-9. (Rezension; PDF; 53 kB)
- Ovid: Fasti, Book IV, Cambridge Greek and Latin Classics, Cambridge 1998, ISBN 0521449960.
- Roman Literary Culture. From Cicero to Apuleius, Baltimore 1995, ISBN 0-8018-5204-8.
  - deutsch: Literarisches Leben im antiken Rom. Sozialgeschichte der römischen Literatur von Cicero bis Apuleius, Übers. v. Theodor Heinze, Metzler, Stuttgart-Weimar 1998 ISBN 3-476-01592-0.
- Women in the Classical World: Image and Text, New York u. a. 1995, ISBN 0-19-506727-4.
- Lucan: De Bello Civili, Book II, Cambridge Greek and Latin Classics, Cambridge 1992, ISBN 0521422418.
- Seneca’s Troades: a Literary Introduction, Text, Translation and Commentary, Princeton University Press 1982, ISBN 069103561X.
- Comparative Studies in Republican Latin Imagery, Toronto 1972, ISBN 0802052622.